# Althenia
Althenia es un género de plantas fanerógamas perteneciente a la familia Potamogetonaceae.  Comprende dos especies originarias de la región del Mediterráneo al centro de Asia y Sudáfrica.

## Descripción
Son hierbas rizomatosas y estoloníferas, de aguas continentales saladas, monoicas, con hidroautogamia. Rizoma y estolones muy ramificados, con un prófilo en los entrenudos, o sin prófilo en las formas de tallos muy desarrollados. Tallos cortos o largos, delgados, erectos, blancos, frecuentemente ramificados. Hojas alternas, con vaina abierta de márgenes libres que abraza al tallo, membranácea, enervada; limbo setáceo o subsetáceo que se inserta en el dorso de la vaina, agudo, entero, uninervado, sin canales aeríferos en el mesófilo. Inflorescencias bisexuadas, en glomérulos axilares. Flores unisexuales, trímeras, pediceladas, las masculinas en la base de las femeninas, rodeadas de prófilos setosos con varias filas de células. Perianto con 3 tépalos, los de las flores masculinas pequeños, algo carnosos y soldados en la base, los de las flores femeninas grandes, membranáceos y libres. Androceo con 1 estambre sésil, con una sola teca biesporangiada, erecta. Gineceo apocárpico, con 3 carpelos; ovario estipitado; estilo largo; estigma embudado de superficie alveolada. Fruto poliaquenio; aquenio maduro ± tetrágono, con 2 costillas laterales ± aladas y una costilla oblicua en cada una de las caras, dehiscente por la costilla dorso-ventral. Semillas ± subcilíndricas, lisas, pardas o amarillas, con embrión circinado.

## Especies
- Althenia filiformis F.Petit, Ann. Sci. Observ. 1: 451 (1829).
- Althenia orientalis (Tzvelev) García-Mur. & Talavera, Lagascalia 14: 108 (1986).